# 哲姆勒

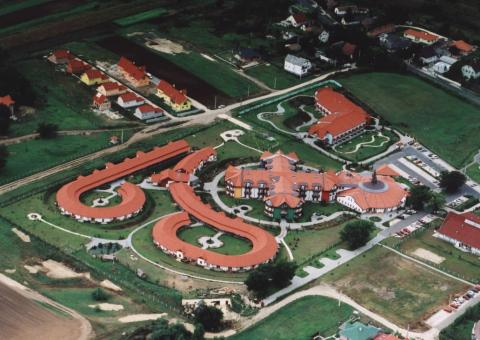

哲姆勒是匈牙利的城鎮，位於該國北部，距離首都布達佩斯30公里，由佩斯州負責管轄，面積26.51平方公里，2011年人口16,442，其中約一半居民信奉天主教。

## 外部連結
- Street map（页面存档备份，存于） （匈牙利文）
- Official site in Hungarian,（页面存档备份，存于）
- in English,（页面存档备份，存于）
- and in German（页面存档备份，存于）